# Hermann von der Groeben
Hermann Friedrich von der Groeben (* 17. Februar 1828 in Ludwigsdorf; † 27. März 1902 in Königsberg) war ein preußischer Generalmajor und Kurator des Langheim-Lieper Familienfideikommisses.

## Leben

### Herkunft
Hermann war ein Sohn des Majoratsherrn auf Ludwigsdorf Hans von der Groeben (1788–1837) und dessen Ehefrau Amande, geborene von Rosenberg-Gruszczynski (1796–1867). Sein Bruder Karl (1826–1898) wurde ebenfalls preußischer Generalmajor.

### Militärkarriere
Groeben besuchte zunächst die Kadettenhäuser in Kulm und Berlin. Anschließend wurde er am 27. Mai 1845 als Sekondeleutnant dem 1. Infanterie-Regiment der Preußischen Armee überwiesen. Nach kurzzeitigen Kommandierungen zur 1. Pionier-Abteilung, zur Zentralturnanstalt sowie als Kompanieführer beim III. Bataillon im 1. Landwehr-Regiment in Tilsit stieg Groeben Mitte April 1858 zum Premierleutnant auf. Unter Versetzung in das 5. Ostpreußische Infanterie-Regiment Nr. 41 folgte am 1. Juli 1860 seine Kommandierung als Adjutant beim Generalkommando des I. Armee-Korps. In dieser Stellung avancierte Groeben Mitte Dezember 1860 zum Hauptmann und wurde am 11. Dezember 1863 Kompaniechef im Grenadier-Regiment „König Friedrich Wilhelm IV.“ (1. Pommersches) Nr. 2 in Stettin. Während des Krieges gegen Österreich führte er 1866 die 11. Kompanie in den Schlachten bei Gitschin und Königgrätz. Für sein Verhalten mit dem Roten Adlerorden IV. Klasse mit Schwertern ausgezeichnet, wurde er nach Kriegsende Ende Oktober 1866 in das Infanterie-Regiment Nr. 75 versetzt.
Er stieg Mitte Juni 1867 zum Major auf und war während des Krieges gegen Frankreich 1870/71 Kommandeur des Ersatz-Bataillons in Bremen. Noch vor dem Friedensschluss wurde Groeben als Kommandeur des II. Bataillons in das 6. Pommersche Infanterie-Regiment Nr. 49 versetzt, das zur Okkupationsarmee in Frankreich gehörte. Dort fungierte er zugleich als Kommandant von Dijon und wurde Mitte Januar 1872 zum Oberstleutnant befördert. Ein Jahr später erhielt er das Kommando über das Füsilier-Bataillon, avancierte im September 1874 zum Oberst und war vom 15. Oktober 1874 bis zum 11. März 1881 Kommandeur des Ostfriesischen Infanterie-Regiments Nr. 78 in Emden. Anschließend wurde Groeben unter Stellung à la suite seines Regiments zum Kommandeur der 39. Infanterie-Brigade in Hannover ernannt. In dieser Eigenschaft stieg er Ende März zum Generalmajor auf und erhielt im September 1881 den Roten Adlerorden II. Klasse mit Eichenlaub und Schwertern am Ringe. Am 6. Dezember 1883 wurde Groeben mit Pension zur Disposition gestellt.

### Familie
Groeben hatte sich am 25. September 1857 in Puschkeiten mit Klothilde von Knobloch (1835–1870) verheiratet. Aus der Ehe gingen die Töchter Ellinor (* 1858) und Paula (* 1863) sowie die Söhne Hans-Jürgen (* 1861) und Max (* 1865) hervor.